# تعظیم به خورشید فروزان

First edition (publ. Viking Press)

تعظیم به خورشید فروزان (به انگلیسی: Kneel to the Rising Sun) نام مجموعه داستانی از نویسنده آمریکایی اِرسکین کالدوِل است که در سال ۱۹۳۵ منتشر شد. درون‌مایه این هفده داستان کوتاه فقر و نژادپرستی به‌ویژه در ایالت‌های جنوبی آمریکا است.

## داستان‌ها
- شکلات‌فروش بیچام
- شکار گردو
- اسب‌دزد
- مردی که شبیه خودش بود
- جزیره مود
- شلیک
- ماه عسل
- مارتا جین
- خواستگاری یک‌روزه
- زمستان سرد
- دختری به نام الن
- فصل رویش
- دختر
- پسر غمگین
- مرگ آرام
- انبوه آدم‌ها
- تعظیم به خورشید فروزان